# Broût-Vernet
 Broût-Vernet  là một xã ở tỉnh Allier thuộc miền trung nước Pháp.